# Gaspar Peeter Verbruggen

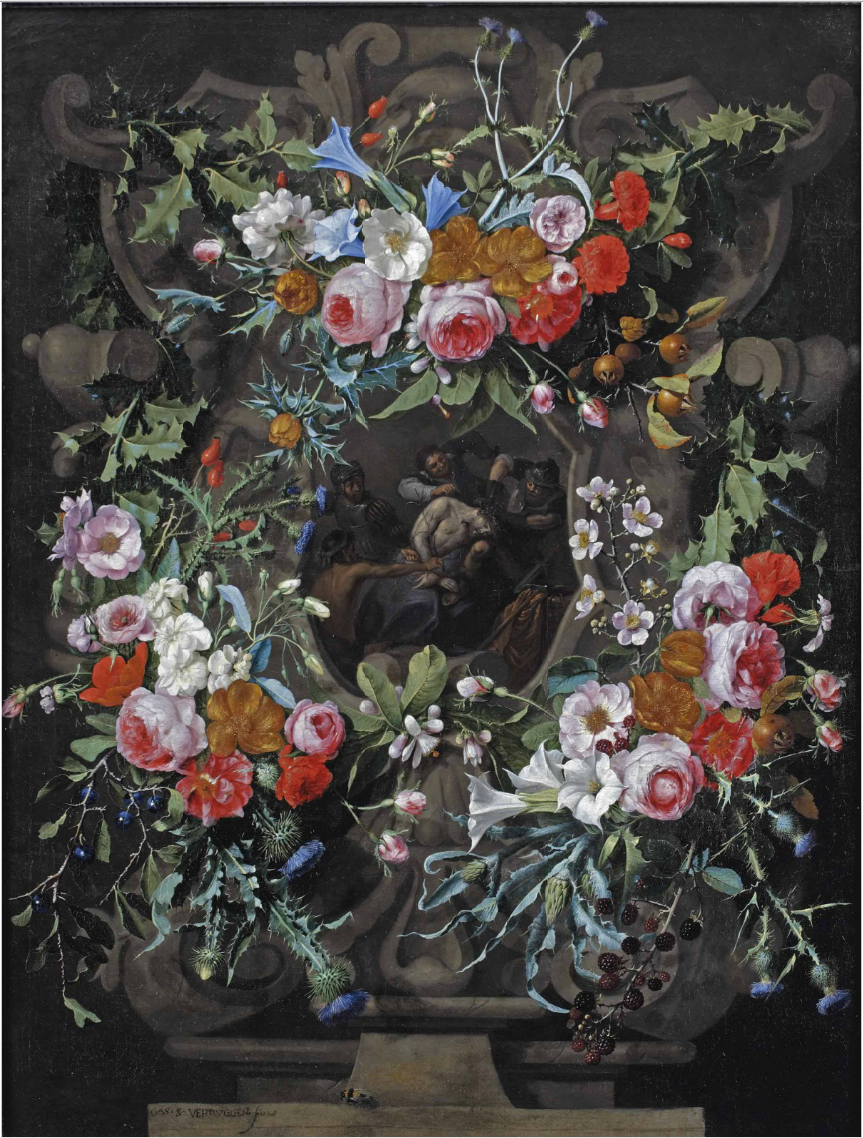
La coronación de espinas en cartela esculpida en piedra dentro de una guirnalda de flores, acebo y cardos, óleo sobre lienzo, 112,4 x 84,8 cm, colección privada.

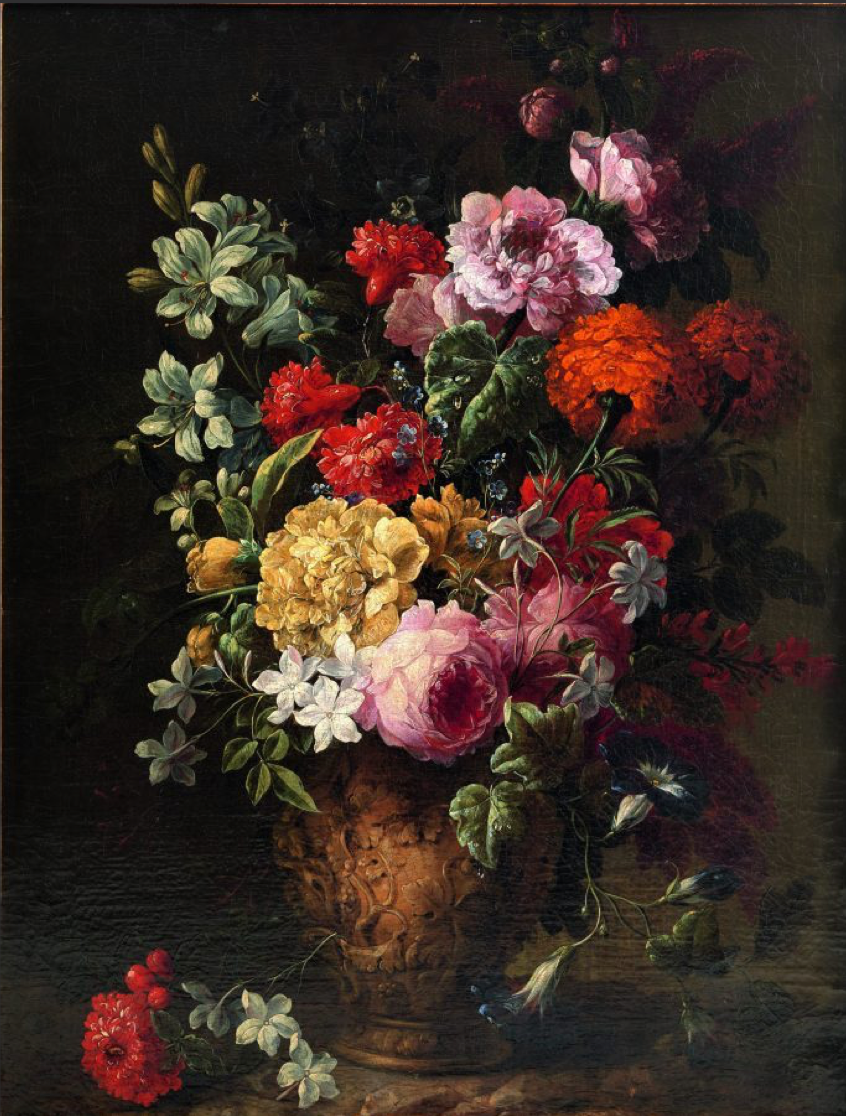
Flores en un jarrón, óleo sobre lienzo, 70 x 53 cm, Museo de Bellas Artes de Valencia.

Gaspar Peeter Verbruggen (I) (Amberes, 1635-1681) fue un pintor barroco flamenco especializado en la pintura de
guirnaldas y jarrones de flores.

## Biografía
Bautizado en Amberes el 8 de septiembre de 1635, fue discípulo de Cornelis Mahu, en cuyo taller aparece registrado ya en 1644-1645, con solo diez años. Casado con Catharina de Zeverdonck, fallecida en 1674, y en segundas nupcias con Sara Catharina Raeps, a su muerte dejaba seis hijos vivos menores de edad, la mayor, Anna, de 23 años. Miembro del gremio de San Lucas desde 1650, podría haber colaborado en alguna ocasión con Frans Ykens.
Sus bodegones florales, datados de 1654 a 1680, como los de su hijo y discípulo Gaspar Peeter Verbruggen el Joven (1664-1730), representan una corriente italianizante dentro de la pintura de flores antuerpiense, a la manera barroca de Abraham Brueghel.